# Raduša (Ub)
Pour les articles homonymes, voir Raduša.
Raduša (en serbe cyrillique : Радуша) est un village de Serbie situé dans la municipalité d’Ub, district de Kolubara. Au recensement de 2011, il comptait 249 habitants.

## Démographie
| 1948 | 1953 | 1961 | 1971 | 1981 | 1991 | 2002 | 2011 |
| ---- | ---- | ---- | ---- | ---- | ---- | ---- | ---- |
| 654  | 517  | 482  | 505  | 418  | 370  | 297  | 249  |

|  |